# تايم آوت (فلم)
فيلم «تايم اوت» بطولة ماغي بوغصن ويورغو شلهوب ونخبة من الممثلين، وهو من كتابة كلود صليبا، إخراج رامي حنا وانتاج شركة «ايغيل فيلمز». ويحقق الفيلم نجاحاً لافتاً في صالات السينما منذ طرحه بتاريخ 20 ديسمبر

## قصة الفيلم
يتناول الفيلم قصة فتاة تعمل في مجال هندسة الصوت بصفتها موسيقية «دي جي» تعيش وحدها ولها عالمها الخاص الذي تسوده العفوية والفوضى. فتلتقي يورغو شلهوب الذي يعمل في مجال التدريس لتكتشف أنه جدي ونظامي تتناقض شخصيته تماماً مع تلك التي تتمتع بها. وتجري أحداث القصة في قالب كوميدي خفيف

## أبطال الفيلم
- ماغي بو غصن
- يورغو شلهوب
- وسام صباغ
- بيار جامجيان
- كريستيان الزغبي
- سمارة نهرا
- ماسا حبيب
- هند باز

## طاقم العمل
- أفلام إيجل.   (منتج)
- جمال سنان   (منتج)
- كلود صليبا. (مؤلف)
- رامي حنا. (مخرج)

## وصلات خارجية
- مقالات تستعمل روابط فنية بلا صلة مع ويكي بيانات
- فيلم تايم أوت على موقع شاهد فوريو.نت
- فيلم تايم أوت على موقع ليحي بست